# نیکولای کیرتوک
نیکولای نائوموویچ کیرتوک (روسی: Николай Наумович Кирток; اوکراینی: Микола Наумович Кирток (زاده ۶ دسامبر ۱۹۲۰ - درگذشته ۲۵ سپتامبر ۲۰۲۲) خلبان شوروی بود که در طول جنگ جهانی دوم خدمت کرد. کیرتوک ۲۱۰ مأموریت، عمدتاً به عنوان خلبان هواپیمای تهاجمی، انجام داد و در تابستان ۱۹۴۵ عنوان قهرمان اتحاد جماهیر شوروی را دریافت کرد.

## اوایل زندگی
کیرتوک در ۶ دسامبر ۱۹۲۰ در روستای مارینیوکا در استان میکولائیف اوکراین شوروی، در یک خانواده دهقانی با قومیت اوکراینی متولد شد.
در دوران کودکی‌اش در اودسا زندگی کرد و از کلاس نهم مدرسه فارغ‌التحصیل شد. بعدها به عنوان قفل‌ساز در کارخانه‌ای که به نام انقلاب اکتبر در اودسا نامگذاری شده بود، مشغول به کار شد. از سال ۱۹۳۸، همزمان در یک باشگاه پرواز در اودسا کار می‌کرد.

## دوران نظامی

### جنگ جهانی دوم

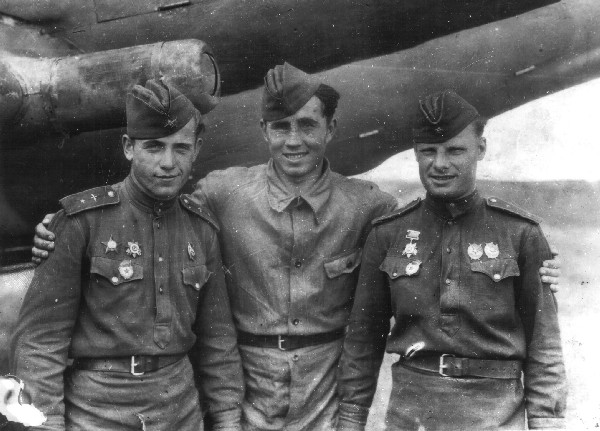
کیرتوک (راست) به همراه اعضای اسکادران خود (دهه ۱۹۴۰)

در سال ۱۹۳۹، او به صفوف ارتش سرخ فراخوانده شد. پس از آغاز عملیات بارباروسا در ۲۲ ژوئن ۱۹۴۱، او به همراه مدرسه هوانوردی، به شهر جیزک در جمهوری شوروی سوسیالیستی ازبکستان منتقل شد. در سال ۱۹۴۲، او از مدرسه خلبانی هوانوردی نظامی تامبوف فارغ‌التحصیل شد. او در هنگ چهل و سوم هوانوردی ذخیره از تیپ اول هوانوردی ذخیره در نیروی هوایی سرخ خدمت کرد.
کیرتوک ماموریت‌های پروازی خود را با هواپیمای تهاجمی ایلیوشین ایل-۲ به عنوان بخشی از ارتش‌های هوایی دوم و پنجم استپ، جبهه‌های اول اوکراین و دوم اوکراین آغاز کرد. او در سال ۱۹۴۳ به حزب کمونیست اتحاد جماهیر شوروی پیوست. او به عنوان خلبان و فرمانده پرواز هنگ ۶۶ هوانوردی تهاجمی و هنگ ۱۴۰ هوانوردی تهاجمی گارد، ماموریت‌هایی را انجام داد. در اکتبر ۱۹۴۴، او به عنوان فرمانده اسکادران به هنگ ۱۴۳ هوانوردی تهاجمی گارد منتقل شد. او در نبردهای کورسک و دنیپر در سال ۱۹۴۳ غسل تعمید آتش گرفت. کیرتوک بعداً در حملات دنیپر-کارپات، لووف-ساندومیرز و ویستولا-اودر ماموریت‌هایی را انجام داد.
او در طول نبرد برلین در سال ۱۹۴۵، زمانی که دو بار گروهی از هواپیماهای ایل-۲ را برای نابودی مواضع توپخانه و خمپاره‌انداز دشمن در حومه جنوب غربی برلین در ۲۴ آوریل رهبری کرد، خود را متمایز کرد. با یک حمله هوایی هدفمند، این گروه موفق شد چهار توپخانه را با موفقیت نابود کند.
در طول دوره بین ۲۷ ژوئیه ۱۹۴۳ تا ۱۱ مه ۱۹۴۵، کیرتوک ۲۱۰ سورتی پرواز موفق در مواجهه با مقاومت شدید توپخانه ضدهوایی و هواپیماهای جنگنده آلمان انجام داد. طبق گزارش جنگی او، او ۳۸ تانک و نفربر زرهی دشمن، ۵۴ خودرو، ۷ مخزن سوخت، ۱ قطار مهمات و ۶ باتری توپخانه ضدهوایی را نابود و آسیب رساند. در طول نبردهای هوایی، ۱ سرنگونی هوایی انفرادی و ۴ سرنگونی هوایی مشترک هواپیماهای دشمن به او نسبت داده شده است. او در ۱۰ مه ۱۹۴۵ به عنوان فرمانده اسکادران هنگ ۱۴۳ گارد هوایی تهاجمی منصوب شد.
در ۲۴ ژوئن ۱۹۴۵، او در رژه پیروزی در میدان سرخ مسکو شرکت کرد. با حکم هیئت رئیسه شورای عالی اتحاد جماهیر شوروی مورخ ۲۷ ژوئن ۱۹۴۵، به پاس عملکرد مثال‌زدنی مأموریت‌های رزمی فرماندهی برای نابودی نیروی انسانی و تجهیزات دشمن و شجاعت و قهرمانی نگهبانان که همزمان نشان داده شد، به ستوان ارشد کیرتوک عنوان قهرمان اتحاد جماهیر شوروی با اعطای نشان لنین و مدال ستاره طلایی اعطا شد.

### پس از جنگ
پس از جنگ، او به خدمت در نیروی هوایی شوروی ادامه داد و تا مه ۱۹۴۶ فرماندهی هنگ ۱۴۳ گارد هوایی تهاجمی را بر عهده داشت. پس از فارغ‌التحصیلی از آکادمی نیروی هوایی در سال ۱۹۵۱، کیرتوک در مؤسسه آزمایش علمی نیروی هوایی به عنوان رئیس بخش آزمایش هواپیماهای تاکتیکی خدمت کرد. از سال ۱۹۵۴ تا ۱۹۷۶، او در اداره عملیات اصلی ستاد کل نیروهای مسلح اتحاد جماهیر شوروی خدمت کرد. او در سال ۱۹۵۷ به درجه سرهنگی رسید.
از فوریه ۱۹۷۶، کرکوک به نیروهای ذخیره منتقل شد.

## زندگی و مرگ بعدی

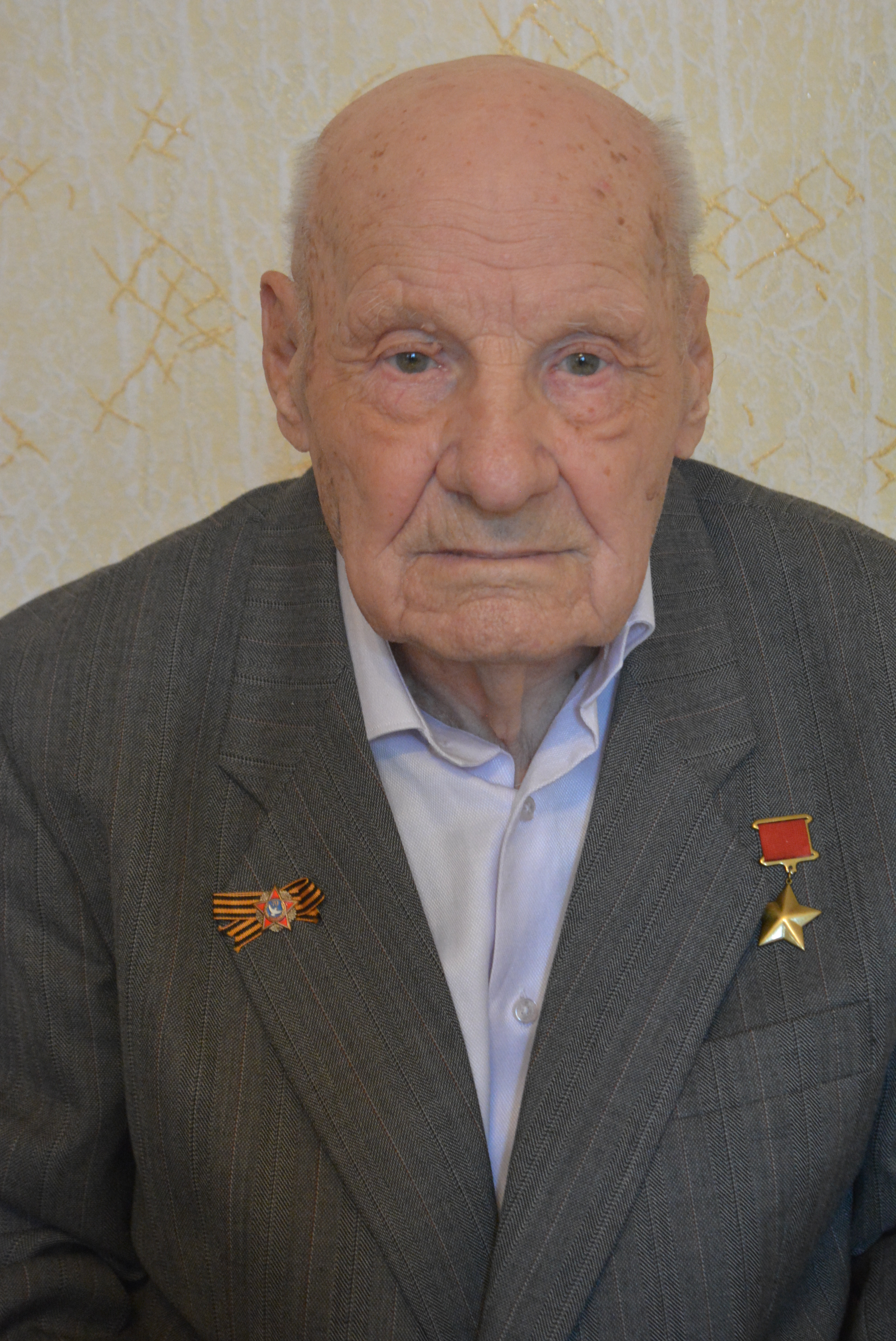
کیرتوک در سال ۲۰۱۶

پس از بازنشستگی از ارتش، در اواخر دهه ۱۹۷۰ و ۱۹۸۰ به عنوان مهندس طراح در یاکوولف مشغول به کار شد. کیرتوک در مسکو اقامت داشت.
در ۶ دسامبر ۲۰۲۰، او ۱۰۰ ساله شد. کیرتوک در ۲۵ سپتامبر ۲۰۲۲، در سن ۱۰۱ سالگی درگذشت.

## جوایز و تزئینات
جوایز او عبارتند از:
|  | قهرمان اتحاد جماهیر شوروی (۲۷ ژوئن ۱۹۴۵)                                           |
|  | نشان لنین (۲۷ ژوئن ۱۹۴۵)                                                           |
|  | نشان پرچم سرخ، سه بار (۲۶ اکتبر ۱۹۴۳، ۱۹ مارس ۱۹۴۴، ۱۹ مه ۱۹۴۵)                    |
|  | نشان الکساندر نوسکی (اتحاد جماهیر شوروی) (۸ مارس ۱۹۴۵)                             |
|  | نشان الکساندر نوسکی (روسیه) (۷ دسامبر ۲۰۲۰)                                        |
|  | نشان جنگ میهنی، درجه یک، دو بار (۳۱ اکتبر ۱۹۴۳، ۱۱ مارس ۱۹۸۵)                      |
|  | نشان ستاره سرخ                                                                     |
|  | نشان «برای خدمت به میهن در نیروهای مسلح اتحاد جماهیر شوروی» درجه ۳ (۳۰ آوریل ۱۹۷۵) |
|  | مدال "برای شایستگی در نبرد"                                                        |
|  | مدال ژوکوف                                                                         |
|  | مدال "برای آزادسازی پراگ" (۱۹۴۵)                                                   |
|  | مدال "برای تصرف برلین" (۱۹۴۵)                                                      |
|  | مدال "برای پیروزی بر آلمان در جنگ بزرگ میهنی ۱۹۴۱–۱۹۴۵" (۱۹۴۵)                     |

- مدال‌های جوبیلی